# Danielle Mathieu-Bouillon
Danielle Mathieu-Bouillon est une personnalité du théâtre dont elle a exercé tous les métiers. Née à Paris le 22 décembre 1946, après des études classiques traditionnelles (latin-grec baccalauréat philosophie) elle a débuté en devenant à 17ans et demi, l’assistante du metteur en scène Raymond Rouleau. Très vite spécialisée dans les éclairages, elle a consacré une première partie de sa carrière à la collaboration artistique et technique. À partir de 1970 elle s'est orientée vers la gestion et l'administration et a ainsi travaillé dans plusieurs théâtres parisiens. Présidente de l'Association de la Régie Théâtrale de 1983 à 2020, elle devient Présidente d'honneur et poursuit la Présidence du  Prix du Brigadier, jusqu'en 2021. Elle est également Auteur dramatique, et a écrit de nombreux articles sur le théâtre ainsi que quelques ouvrages spécialisés. Elle est la femme de Serge Bouillon qu'elle a épousé le 24 février 1996 et dont elle partageait la vie depuis 1968. Elle est, selon les volontés de son époux décédé le 31 juillet 2014, l'actuel ayant droit de Jacques Hébertot.
Depuis janvier 2017 elle fut également critique dramatique et littéraire dans l'équipe de Jacques Paugam pour culture-tops / Atlantico. Elle se consacre désormais à l'écriture dramatique avec Le Choix de Gabrielle au Studio Hébertot avec Bérengère Dautun et Sylvia Roux 12 décembre 2018 au 20 février 2019 puis au Festival d'Avignon OFF 2019. Elle a présenté Molière-Guitry, la Rencontre sous forme d'Impromptu,fin 2019 à la Bibliothèque Historique de la Ville de Paris. En 2020, la situation sanitaire lui fait acheter un demi hôtel particulier à Richelieu, où elle ouvre une galerie d'Antiquités en décembre. Elle engage dix-huit mois de gros travaux à Richelieu et ouvre un petit musée privé consacré au XVIIIe siècle à Richelieu, ainsi qu'une résidence artiste, en août 2022, date à laquelle, elle quitte définitivement Paris pour résider désormais dans la Cité du Cardinal.
Désormais décidée à poursuivre son activité théâtrale, elle a présenté "Richelieu-Dumas : Dialogue imaginaire " avec Nicolas Vaude et Pierre Forest en août 2022. 
Sa société, DMB Les Cardinales organise la production de plusieurs spectacles. 
Richelieu-Dumas (reprise en raison du succès ) - Comment dire ? Montage poétique de Nicolas Vaude été 2023, entre autres.

## Collaborateur artistique et technique
Auprès de Raymond Rouleau, elle a participé à des spectacles de genres très différents : Lorenzaccio au Théâtre Sarah Bernhardt, avec Pierre Vaneck et Roger Blin;  Le Fil Rouge de Henry Denker pour les Tournées Herbert, avec Curd Jurgens puis, pour les Galas Charles Baret, avec Jean Servais;  Hollyday on Ice : Final Paris 1900 décors et costumes de Léonor Fini, au Palais des Sports; Olimpia opéra de Spontini à la Scala de Milan; La Passion d'Oberammergau au Palais des Sports ; Notre petite ville de Thornton Wilder sous l'égide de la Communauté Théâtrale (spectacle repris avec son concours, aux Tréteaux de France de Jean Danet, en 1966, puis dans une nouvelle production au Théâtre Hébertot en 1968).
De 1966 à 1968 auprès de Jean Danet aux Tréteaux de France, elle assiste de nombreux metteurs en scène, Silvia Monfort, Georges Vitaly, Jean Leuvrais, Jean-Pierre Dougnac, Jean-Marie Serreau, Jean Davy et assure aussi la création et la régie des éclairages de Georges Brassens, Barbara, Fernand Raynaud. Elle participe à de nombreuses tournées et Festivals : (Festival du Marais, Festival des nuits de Bourgogne, Tournée au Moyen-Orient en collaboration le Ministère de la Culture (Égypte – Liban – Turquie). Fin 1968 elle rejoint Serge Bouillon et Bernard Jenny au Théâtre du Vieux Colombier et participe à plusieurs spectacles classiques.Elle y est initiée à la gestion par Serge Bouillon, puis est engagée au Théâtre du Châtelet de 1969 à l'été 1971, pouvant ainsi se perfectionner dans ce domaine.

## Administrateur et Directrice de théâtre

### Théâtre Antoine1971-1986
Engagée en juin 1971 par Simone Berriau, elle devient dès 1973 l'adjointe de cette dernière et de son administrateur Daniel Darès, pour l'organisation de la gestion et de la production des spectacles parmi lesquels : Un sale Egoïste de Françoise Dorin ; Tu étais si gentil quand tu étais petit de Jean Anouilh (1972) ;  Alpha Bêta de Whithead avec Bruno Crémer et Héléna Bossis ;  La Soupière de Robert Lamoureux avec l'auteur et Béatrice Bretty ; Le Noir te va si bien de O'Hara mise en scène de Jean Le Poulainavec Jean Le Poulain, Maria Pacôme (1973) ; Vol au-dessus d'un nid de coucou de Dale Wassermann adaptation de Jacques Sigurd, mise en scène de Pierre Mondy ; Le Mari, la femme et la mort d'André Roussin, mise en scène de l'auteur et de Louis Ducreux (1974) ; Le Tube de Françoise Dorin, mise en scène de François Périer (1975) Les Frères Jacques ;  Les Parents Terribles de Jean Cocteau mise en scène de Jean Marais (1977); Je roule pour vous de Raymond Devos ; Le Pont Japonais de Léonard Spigelgass adaptation de Barillet et Grédy mise en scène de Gérard Vergez (1978) avec Jacqueline Maillan ; Ta Bouche opérette de Maurice Yvain et Yves Mirande, mise en scène de Jacques Mauclair ; Potiche de Barillet et Grédy, mise en scène de Pierre Mondy, avec Jacqueline Maillan (1980) ; Coup de Soleil de Marcel Mithois, mise en scène de Jacques Rosny, avec Jacqueline Maillan, Jean Pierre Aumont (1982) ; Rire à pleurer de et avec Rufus ; Hamlet de Jules Laforgue adaptation mise en scène et interprétation de Francis Huster 1984 à 18h30 ; Nos premiers adieux spectacle de Roger Pierre et Jean-Marc Thibault ; Le Sablier de Nina Companeez mise en scène de l'auteur avec Francis Huster ; Lily et Lily de Barillet et Grédy mise en scène de Pierre Mondy avec Jacqueline Maillan(1985)

### Ilène Productions: Société de production théâtrale
Danielle Mathieu-Bouillon devient Directrice de Production  de cette entreprise  dont la gérante est Ellen Mimran qui produit des spectacles en France et en Angleterre, notamment Un jardin en désordre d'Alan Ayckbourne, adaptation de Jean-Claude Carrière, mise en scène de Stuart Seide avec Delphine Seyrig au Théâtre de la Renaissance

### Centre technique du théâtre privé: 1997-2002
Cet ensemble immobilier, situé 92, avenue Galliéni 93170 - Bagnolet a été acheté en 1980 par l'Association pour le soutien du Théâtre Privé. Serge Bouillon a été missionné pour y installer le CFPTS (Centre de Formation professionnelles des Techniciens du Spectacle) jusqu'à son départ à la retraite en décembre 1996. L'Association pour le Soutien du Théâtre Privé nomme alors Danielle Mathieu-Bouillon Directrice en 1997. Elle poursuit la gestion de l'ensemble immobilier, dont le CFPTS est le principal locataire, et poursuit les aménagements des locaux (magasins de décors, salles de répétitions). Elle crée avec Valérie Dervieu le premier site Internet officiel des Théâtres Privés de Paris (12/1999). Webmestre jusque été 2002, elle quitte la société été 2002,l'immeuble ayant été vendu au CFPTS.

### Théâtre Comédia  2002-2008
Directrice du Théâtre Comédia auprès de Maurice Molina qui lui confie la gestion des lieux et des productions des spectacles parmi lesquels Sexe magouilles et culture générale de et avec Laurent Baffie , L'Air de Paris comédie musicale de Jacques Pessis et Roland Romanelli, avec Patrick Dupond, Déviation obligatoire création de et avec Philippe Chevallier et Régis Laspalès.
D’importants travaux sont effectués sur la cage de scène et un nouvel espace est récupéré boulevard Saint-Denis qui pourra communiquer avec la scène et créer ainsi un lieu pour les bureaux et les loges d'artistes et entreprendre une programmation plus ambitieuse. La nouvelle configuration des locaux permet d'accueillir Ecla Théâtre avec 4 spectacles par an pour le jeune public. Plusieurs spectacles peuvent alors bénéficier d’une scène plus vaste et mieux équipée : S'agite et se pavane Création mondiale de la pièce d'Ingmar Bergman mise en scène de Roger Planchon (2004); Un violon sur le toit, Production de Serge Tapiermann avec Franck Vincent et 25 comédiens chanteurs et un orchestre de 16 musiciens (2005) ; Pygmalion de Bernard Shaw mise en scène de Nicolas Briançon ; Comic Symphonic de et avec Marc Jolivet et l’Orchestre symphonique Lyonnais de Philippe Fournier ; Good Canary de Zach Helm adapté par Mike et Lulu Saedler dans la mise en scène de John Malkovich (2007) ; Fame création, pour la première fois en France et en français de la comédie musicale de David Da Silva dont elle cosigne l’adaptation du livret avec Stéphane Laporte, mise en scène de Ned Grugic avec 20 comédiens chanteurs et un orchestre de 16 musiciens.
Elle quitte été 2008 le Théâtre Comédia pour se consacrer à ses travaux d’écriture, à l’enseignement et à ses activités concernant la mémoire du Théâtre au sein de l'Association de la Régie Théâtrale.

## Enseignement: 1982-2012
- Professeur contractuel de Régie puis de Régie-Administration à L'E.N.S.A.T.T, École Nationale Supérieure des Arts et Techniques du Théâtre (Rue Blanche) de 1981-1989

- Professeur intervenant à l'E.S.C.P Europe Master Management des entreprises culturelles : interventions ponctuelles de 1988 à 2012
- Intervenante au Centre de Formation des Techniciens du Spectacle (C.F.P.T.S de Bagnolet) de 1986 à 2000 (cours d'administration et cours d'histoire du théâtre)
- Intervenante au GRETA du spectacle : formation d'Administrateurs 1986-2008
- Professeur intervenant d'Histoire du Théâtre préparant au Diplôme des métiers d'art des costumiers de théâtre au Lycée Paul-Poiret de 2005 à 2011

## Missions officielles diverses

### OpérationParis sur Scène Prenez une place venez à deux1990-1995
A la demande de Jacques Chirac, Maire de Paris, elle crée puis dirige cette opération, subventionnée par la Mairie de Paris, qui est destinée à mobiliser le public du théâtre,  en parvenant à rassembler tous les théâtres tous secteurs confondus, durant trois jours, chaque printemps. C'est un grand succès. Dès la seconde année les Théâtres Privés y participent encore plus activement. Chaque séquence est l'occasion d'expositions dans les théâtres, d'événements, tels la sortie du livre sur les Théâtres de Paris ou la fameuse photo de famille du Théâtre de Bernard Richebé, qui réunit 148 comédiens célèbres, en 1994.

### Commission Nationale de l'attribution des licences de spectacle
Membre titulaire au titre de la CFE/CGC de la Commission Nationale de l'attribution des licences de spectacle, 1997 à 1999 puis de la Commission régionale de 2000 à 2004.

### Association de la Régie Théâtrale
Entrée en 1968, elle est la Présidente depuis 1983 de l'A.R.T Association de la Régie Théâtrale qui rassemble des professionnels du spectacles, fondée en 1911 et reconnue d'Utilité publique, subventionnée par la Ville de Paris et par l'Association pour le Soutien du Théâtre Privé. Les membres de l'association travaillent bénévolement sur des archives au service de la mémoire du théâtre et poursuivent la collecte des dons.  Elle démissionne en décembre 2019 après 37 années d'une Présidence active. Son successeur, Pascal Monge est élu le 13 février 2020, nouveau Président de l'A.R.T. Elle est élue Présidente d'honneur. L'association a son siège, depuis 1969, à la Bibliothèque historique de la ville de Paris.

### Prix du Brigadier
Ce prix fondé en 1960 est l'un des plus anciens prix de Théâtre. Il récompense l'événement théâtral de l'année. Elle le préside de 1983 à 2021. Parmi les récents lauréats : Florian Zeller , Michel Bouquet , Didier Sandre, Jean Piat, Catherine Hiégel , Michael Lonsdale, Francine Bergé , Marina Hands et en 1921 Cristiana Reali , Niels Arestrup et Alain Sachs.

## Auteur

### Auteur dramatique
- Jacques Noël décorateur-scénographe  film conçu par Danielle Mathieu-Bouillon, réalisé par Xavier de Cassan,avec la participation de Jacques Mauclair , Marcel Marceau , Eugène Ionesco.
- Next stop Eternity film court américain de Yasmine Golchan, dont le scénario est inspiré de sa pièce Avec deux ailes  avec Seymour Cassel et Cathy Moriarty 1er prix du Premier festival du film cour Internet 1999, sélection officielles Festival Marrakech, Gand, Hollywood Film Festival (2000)[1]
- Avec deux ailes : La pièce obtient le fonds d'aide à la création dramatique (S.A.C.D Journal des Auteurs N°145 été 2007), création au Théâtre Tête d'or de Lyon en septembre 2007  mise en scène d'Anne Bourgeois avec Véronique Jannot et Jean-Michel Dupuis avec une tournée Artémis Diffusion
- Fame version française cosignée avec Stéphane Laporte de la comédie musicale de David da silva : création française à Paris au Théâtre Comédia en 2008, puis tournée. Le spectacle sera repris au Casino de Paris, au Trianon en 2009 et 2010 et en tournée.
- Avec deux ailes : Présentation de la pièce au Petit Théâtre de Paris avec Véronique Jannot et Marc Fayet mai à juillet 2008.
- Le Choix de Gabrielle : au Studio Hébertot du 12 décembre 2018 au 2 février 2019, avec Bérengère Dautun et Sylvia Roux ;
- Le Choix de Gabrielle : Festival d'Avignon Off 2019 à l'Espace Roseau-Teinturier avec les mêmes interprètes et une mise en scène de Marie Broche.
- Molière - Guitry : La Rencontre   à la Bibliothèque historique de la ville de Paris en Octobre 2019. Avec Jean-Pierre Bouvier et Nicolas Vaude mise en scène de Anne Bouvier.
- Richelieu - Dumas... Dialogue Imaginaire : avec Nicolas Vaude et Pierre Forest à Richelieu 37120, Août 2022, avec une reprise en 2023.
- Molière-Guitry  Festival de Montreuil-Bellay 2024  avec Jean-Pierre Bouvier et Nicolas Vaude

Pièces non jouées :
```
Temps Suspendu
 - 
 Galatée ou l'Amour Prétexte
 - 
Du soleil en décembre
 – 
Quiproquo
 -
```

Happy new year adaptation cosignée avec Serge Bouillon d'après Murder among friends de Bob Barry.

### Ouvrages publiés
- Le Cid et Corneille à l'occasion du spectacle joué et monté par Francis Huster au Théâtre du Rond-Point[2]
- Organiser un spectacle avec Marie-Sophie Humeau, Editions du Moniteur 1989 [3]
- Didascalies -Théâtres de l'Est parisien de Jacqueline Salmon avant-propos Danielle Mathieu-Bouillon, Editions Villes Ouverte [4]
- Jacques Noël décorateur-scénographe  film conçu par Danielle Mathieu-Bouillon, réalisé par Xavier de Cassan, publié dans le livre de Nancy Huston, Geneviève Latour, Victor Haïm :Jacques Noël, Actes Sud 2007 [5]
- ENSATT L'ECOLE THEATRE Participation à l'ouvrage collectif (Les Solitaires Intempestifs, 2011) [6]
- CENTENAIRE DU THEATRE DES CHAMPS-ELYSEES ouvrage collectif de 700 pages sous la coordination de Nathalie Sergent, dans l'équipe d'Armelle Héliot (Comédie et Studio), auteur de l'histoire de la Comédie des Champs-Elysées de 1913 à 1944 (Editions Verlhac 2013) [7]
- Les archives de la mise en scène hypermédialités du théâtre - ouvrage collectif sous la direction de Jean-Marc Larrue et Giusy Pisano (Edition Presses universitaires Septentrion - Colloque de Cerisy 2014)
- Les archives de la mise en scène - Spectacles populaires et culture médiatique 1850-1950 - ouvrage collectif sous la direction de Pascale Alexandre-Bergues - Martin Laliberté (Presses Universitaires Septentrion 2016)
- Le Choix de Gabrielle (édition Cahier Théâtral 2019)[8]
- Richelieu-Dumas - Dialogue imaginaire (édition Cahier Théâtral 2023)[9]

### Plaquettes, programmes
Rédaction de tous les programmes, biographies, textes, iconographie de :
- Théâtre Antoine de 1972 à 1986 [10]
- Compagnie Jean-Laurent Cochet (alternance de 30 spectacles) Théâtre Hébertot de 1983-1986 [11]
- Plaquettes annuelles de Paris sur Scène 1990-1996[12]
- Théâtre Comédia de 2002 à 2008 et rédactionnel du site Internet [13]
- Articles divers publiés dans Entr'acte (Publications Willy Fischer) – Acteurs – Acteurs-Auteurs - Théâtre Magazine - Millésime - Rappels [14]
- Rédactrice du site Internet www.regietheatrale.com et notamment rubrique biographies des donateurs  et Paris et ses théâtres de 2002 à 2019.

## Distinctions
- Chevalière de la Légion d'honneur (1996) - nommée par Jacques Chirac Président de la République ;
- Chevalière de l'ordre des Arts et des Lettres (1994) - nommée par Jacques Toubon,  Ministre de la Culture ;
- Grande médaille de la Ville de Paris (1987) - remise par Jacques Chirac , Maire de Paris, lors de la cérémonie du Prix du Brigadier à Jean-Paul Belmondo.
- Brigadier d'Honneur pour l'ensemble de sa carrière en décembre 2023